# Céline Roos
Céline Roos (ur. 22 grudnia 1953, zm. 20 kwietnia 2021) – francuska szachistka, w latach 80. XX wieku reprezentująca Kanadę, mistrzyni międzynarodowa od 1985 roku.

## Kariera szachowa
W latach 1980, 1982, 1984 i 1988 czterokrotnie wystąpiła w barwach Kanady na szachowych olimpiadach, największy sukces odnosząc w 1984 r. w Salonikach, gdzie zdobyła złoty medal za indywidualny wynik na II szachownicy. 
Startowała w wielu turniejach międzynarodowych (głównie otwartych), jeden z większych sukcesów odniosła w 1990 r. w Oisterwijk, dzieląc II-IV miejsce (za Giną Finegold, wspólnie z Anne Marie Benschop i Martine Dubois).
Najwyższy ranking w karierze osiągnęła 1 stycznia 2001 r., z wynikiem 2182 punktów zajmowała wówczas 12. miejsce wśród francuskich szachistek. Od 2002 r. nie uczestniczy w turniejach klasyfikowanych przez Międzynarodową Federację Szachową.

## Życie rodzinne
Pochodzi z rodziny o bogatych tradycjach szachowych. Jej ojciec Michel (1932-2002) był pięciokrotnym medalistą indywidualnych mistrzostw Francji, matka Jacqueline jest arcymistrzynią w grze korespondencyjnej (posiada również męski tytuł mistrza międzynarodowego w tej odmianie szachów), natomiast trzech braci Jean-Luc (ur. 1955), Louis (ur. 1957) i Daniel (ur. 1959) posiada tytuły mistrzów międzynarodowych w grze klasycznej.